# Irina Bogushévskaya
Irina Aleksándrovna Bogushévskaya, Ирина Александровна Богушевская en ruso (Moscú, 2 de noviembre de 1965), es una poetisa, compositora y cantante rusa que canta un estilo mixto (a veces llamado canción internacional) que va de la chanson y cabaret al jazz-teatro, pasando por géneros como el bossa-nova, foxtrot, rock, y hasta flamenco.

## Discografía
- Книга песен (1998) Libro de canciones
- Легкие люди (2000) Gente ligera
- Бразильский крейсер (2000, концерт с А. Ф. Скляром) Crucero brasilero
- Шоу для тебя одной (2003, концерт) Shou Dlya Tebya Odnoi, Concierto en el Teatro Elena Kamburova
- Нежные вещи (2005) Nezhnyes